# Sus-Saint-Léger
Pour les articles homonymes, voir Sus et Saint-Léger.
Sus-Saint-Léger est une commune française située dans le département du Pas-de-Calais en région Hauts-de-France.
La commune fait partie de la communauté de communes des Campagnes de l'Artois qui regroupe 96 communes et compte 33 141 habitants en 2021.

## Géographie

### Localisation
Localisée dans le sud-est du département du Pas-de-Calais et limitrophe du département de la Somme, Sus-Saint-Léger est une commune située, à vol d'oiseau, à 8 km au sud-ouest de la commune d'Avesnes-le-Comte et à 25 km au sud-ouest de la commune d’Arras (aire d'attraction, chef-lieu d'arrondissement et préfecture du Pas-de-Calais).
Le territoire de la commune est limitrophe de ceux de sept communes, dont deux, Lucheux et Humbercourt, dans le département de la Somme.
Les communes limitrophes sont Berlencourt-le-Cauroy, Beaudricourt, Grand-Rullecourt, Ivergny, Warluzel, Humbercourt et Lucheux.

### Géologie et relief
La superficie de la commune est de 7,31 km2 ; son altitude varie de 118  à   167 mètres.

### Hydrographie
Le territoire de la commune est situé dans le bassin Artois-Picardie.
Au sud-ouest, le Brevillers, 2,35 km, prend sa source dans la commune, traverse la forêt de Lucheux, puis passe en souterrain pour rejoindre la Grouche.

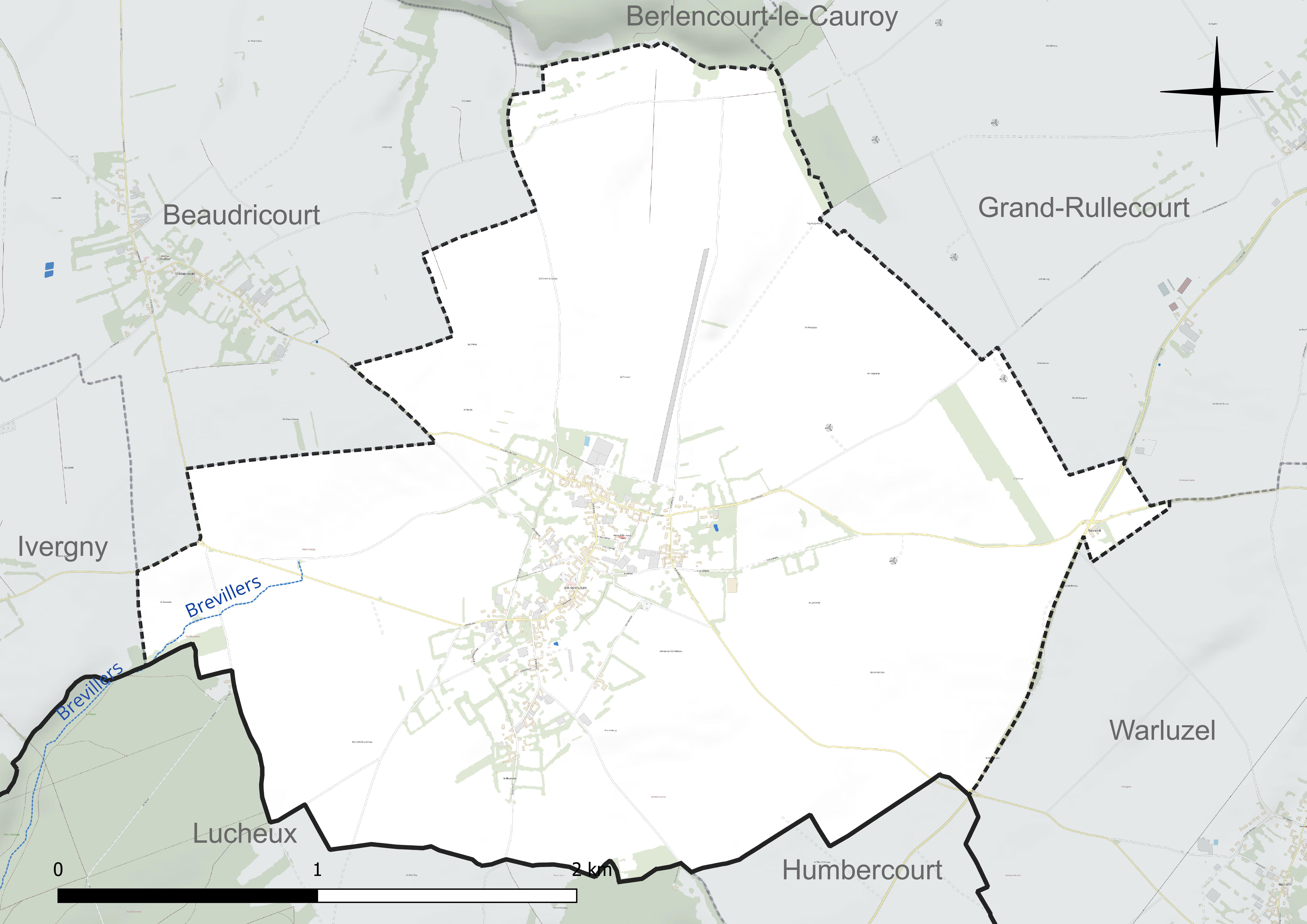
Réseau hydrographique de Sus-Saint-Léger.

### Climat
Pour des articles plus généraux, voir Climat des Hauts-de-France et Climat du Pas-de-Calais.
En 2010, le climat de la commune est de type climat des marges montargnardes, selon une étude du CNRS s'appuyant sur une série de données couvrant la période 1971-2000. En 2020, Météo-France publie une typologie des climats de la France métropolitaine dans laquelle la commune est exposée à un climat océanique et est dans la région climatique Côtes de la Manche orientale, caractérisée par un faible ensoleillement (1 550 h/an) ; forte humidité de l’air (plus de 20 h/jour avec humidité relative > 80 % en hiver), vents forts fréquents.
Pour la période 1971-2000, la température annuelle moyenne est de 9,9 °C, avec une amplitude thermique annuelle de 13,7 °C. Le cumul annuel moyen de précipitations est de 888 mm, avec 12,9 jours de précipitations en janvier et 9,4 jours en juillet. Pour la période 1991-2020, la température moyenne annuelle observée sur la station météorologique la plus proche, située sur la commune de Saulty à 8 km à vol d'oiseau, est de 10,4 °C et le cumul annuel moyen de précipitations est de 899,7 mm,. Pour l'avenir, les paramètres climatiques de la commune estimés pour 2050 selon différents scénarios d'émission de gaz à effet de serre sont consultables sur un site dédié publié par Météo-France en novembre 2022.

### Paysages
Pour un article plus général, voir Paysage en France.
La commune s'inscrit dans les « paysages du Ternois » tels qu’ils sont définis dans l’atlas de paysages de la région Nord-Pas-de-Calais, conçu par la direction régionale de l'Environnement, de l'Aménagement et du Logement (DREAL),.
Ces paysages, qui concernent 138 communes avec trois pôles d’attraction que sont Hesdin à l'ouest, Saint-Pol-sur-Ternoise à l’est et, dans une moindre mesure, Frévent en lisière sud, sont délimités par deux cours d’eau : la Canche au Sud et la Ternoise au Nord. Ces paysages sont composés de plateaux, de vallées et de bocages. Les plateaux du Ternois montrent une structure tabulaire assez plane et une altitude assez régulière avec des points culminants entre 150 et 160 m.
Le territoire d’une vingtaine de kilomètres du Nord au Sud et d’Est en Ouest, est traversé par la D 939 reliant Saint-Pol-sur-Ternoise à Hesdin, par la D 912 entre Saint-Pol-sur-Ternoise et Frévent et par la ligne ferroviaire de Saint-Pol-sur-Ternoise à Étaples dans la vallée de la Canche. La position excentrée, en l’absence de grands axes autoroutiers ou ferrés structurants, a permis au Ternois de conserver un caractère rural et une certaine qualité de paysage.
Au niveau de l’occupation des sols, les surfaces cultivées sont omniprésentes sur les plateaux, avec majoritairement la culture de la betterave et de la pomme de terre, et représentent près de 72 % de la surface totale de ces paysages du Ternois, les espaces artificialisés, cantonnés dans les fonds de vallée, représentent 13 % et les surfaces boisées, présentes dans les deux principales vallées de la Ternoise et de la Canche, ne représentent que 6 %.

### Milieux naturels et biodiversité

#### Zone naturelle d'intérêt écologique, faunistique et floristique
L’inventaire des zones naturelles d'intérêt écologique, faunistique et floristique (ZNIEFF) a pour objectif de réaliser une couverture des zones les plus intéressantes sur le plan écologique, essentiellement dans la perspective d’améliorer la connaissance du patrimoine naturel national et de fournir aux différents décideurs un outil d’aide à la prise en compte de l’environnement dans l’aménagement du territoire.
Le territoire communal comprend une ZNIEFF de type 2 : la haute vallée de la Canche et ses versants en amont de Sainte-Austreberthe qui se situe dans le pays du Ternois. Il offre un relief de coteau abrupt au Nord et des pentes douces au Sud. Le fond de vallée est constitué de pâturages et de zones de cultures. Les versants les plus pentus et inaccessibles accueillent des boisements.

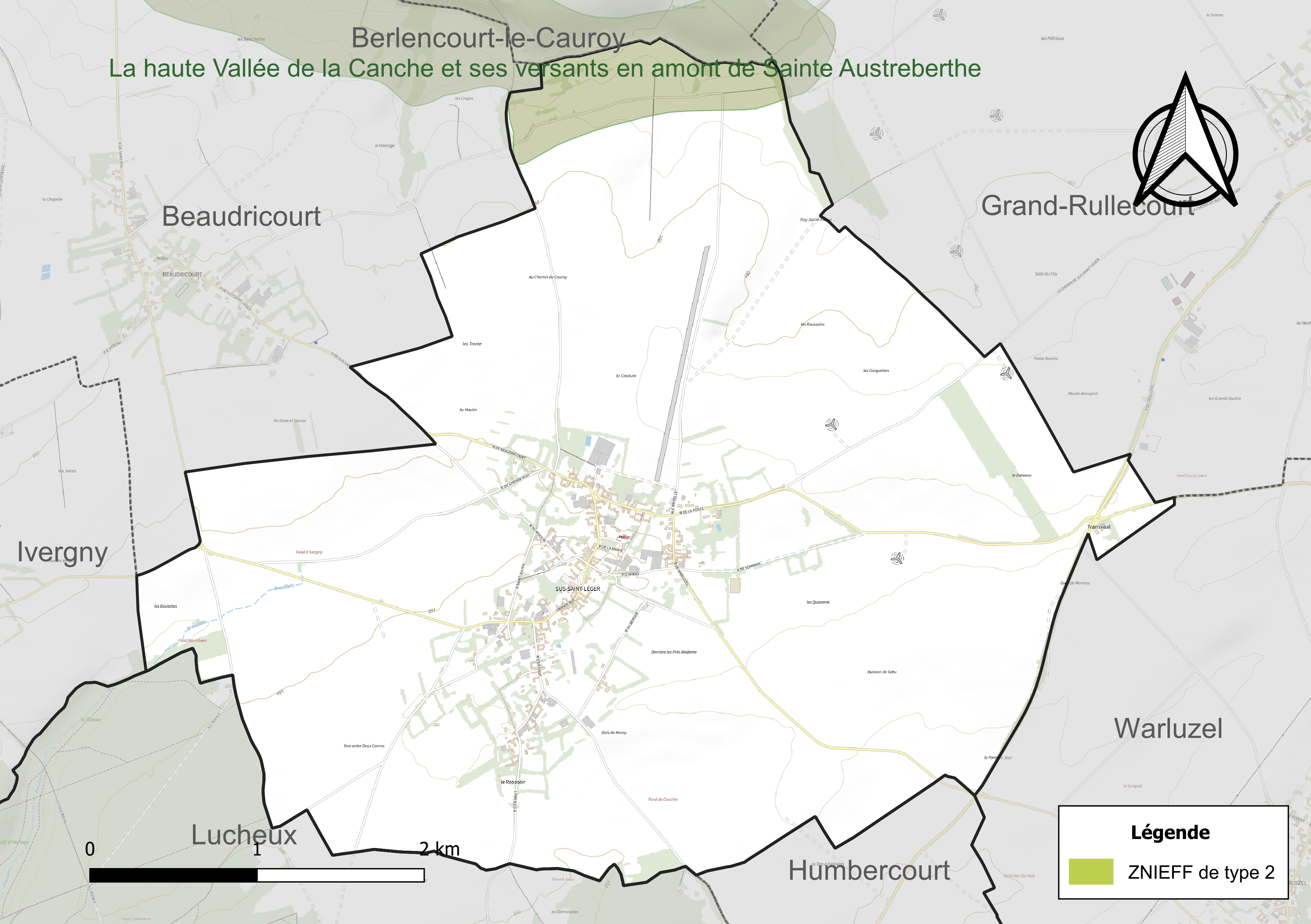
Carte de la ZNIEFF sur la commune.

## Urbanisme

### Typologie
Au 1er janvier 2024, Sus-Saint-Léger est catégorisée commune rurale à habitat dispersé, selon la nouvelle grille communale de densité à sept niveaux définie par l'Insee en 2022.
Elle est située hors unité urbaine. Par ailleurs la commune fait partie de l'aire d'attraction d'Arras, dont elle est une commune de la couronne,. Cette aire, qui regroupe 163 communes, est catégorisée dans les aires de 50 000 à moins de 200 000 habitants,.

### Occupation des sols
L'occupation des sols de la commune, telle qu'elle ressort de la base de données européenne d’occupation biophysique des sols Corine Land Cover (CLC), est marquée par l'importance des territoires agricoles (91,9 % en 2018), une proportion identique à celle de 1990 (91,9 %). La répartition détaillée en 2018 est la suivante : 
terres arables (77,7 %), prairies (14,2 %), zones urbanisées (8,1 %). L'évolution de l’occupation des sols de la commune et de ses infrastructures peut être observée sur les différentes représentations cartographiques du territoire : la carte de Cassini (XVIIIe siècle), la carte d'état-major (1820-1866) et les cartes ou photos aériennes de l'IGN pour la période actuelle (1950 à aujourd'hui).

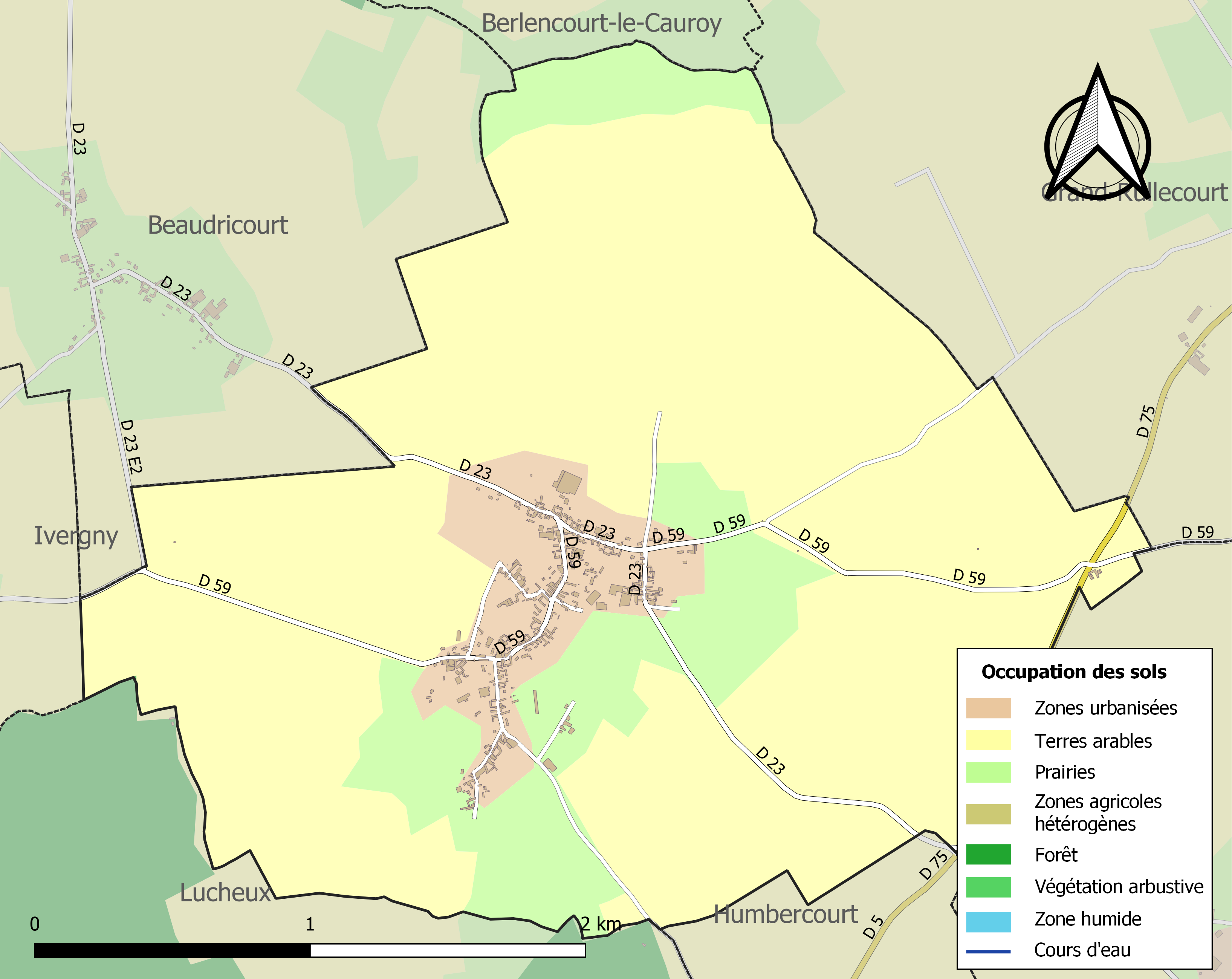
Carte des infrastructures et de l'occupation des sols de la commune en 2018 (CLC).

## Toponymie

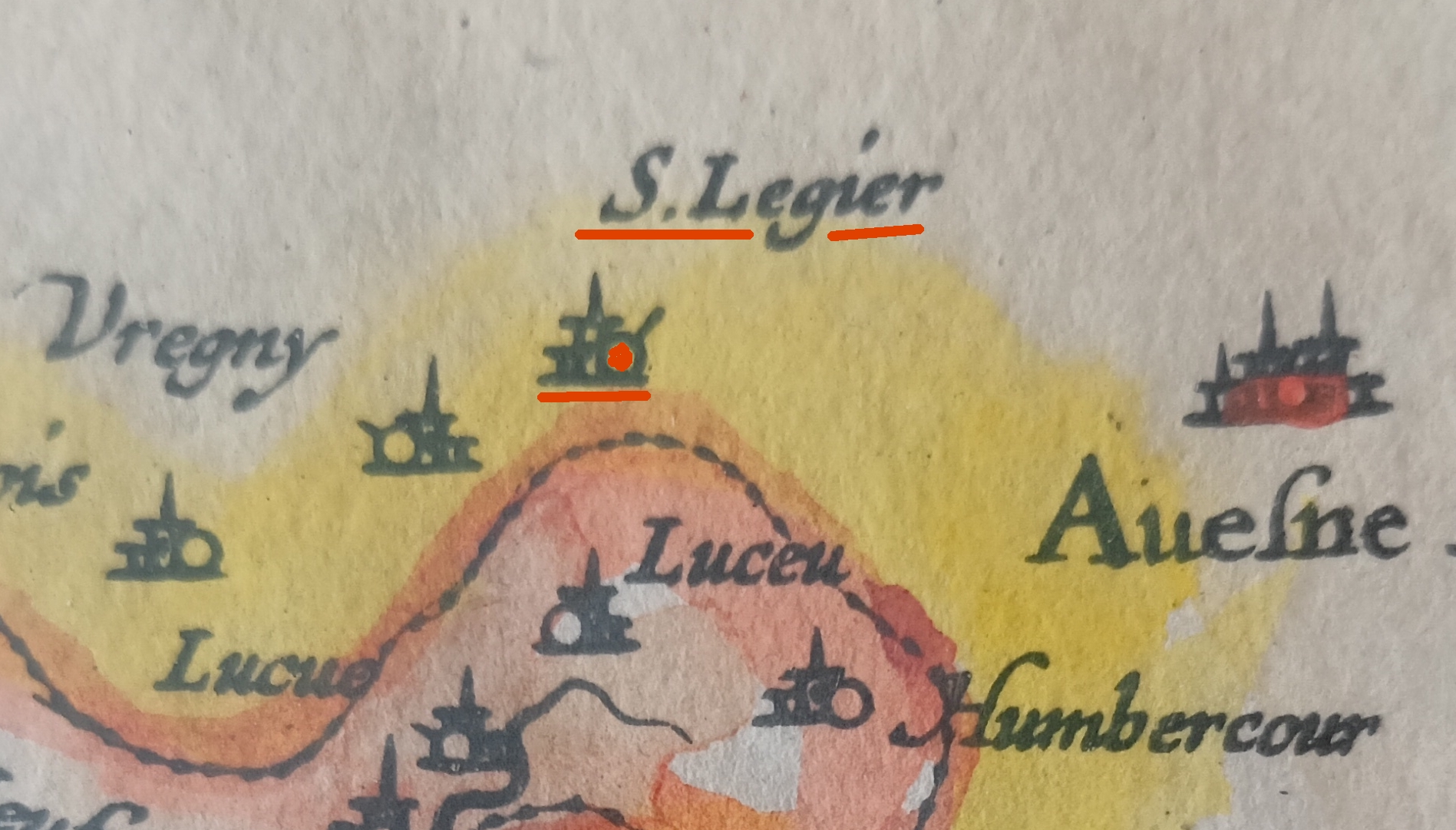
Sus-Saint-Léger sur une carte de la Picardie de 1620.

Le nom de la localité est attesté sous les formes Silva Sancti Leodegarii (1104) ; Subtus Sanctum Leodegarium (1239) ; Seur Saint Legier (1259) ; Sou Saint Leger (1274) ; Silve Seint Ligier (1299) ; Seusenlegier (XIIIe siècle) ; Silve-Saint-Legier (1303) ; Sur-Saint-Ligier (1337) ; Seu-Saint-Leghier (1338) ; Seu-Saint-Legier (1388) ; Sub-Saint-Legier (1415) ; Sussaintleger (1427) ; Sur-Saint-Léger (1739).
Hagiotoponyme qui est issu de silva, « forêt » (en l'occurrence, forêt où saint Léger a été martyrisé).

## Histoire
Avant la Révolution française, le nom de Sus-Saint-Léger est retrouvé porté par au moins un membre de la noblesse.
Lors de la Bataille de l'Artois (mai-juin 1915), un des affrontements de la Première Guerre mondiale, Sus-Saint-Léger, située à l'arrière du front, accueille des soldats relevés du front fin mai début juin 1915. Pendant cette période de cantonnement, les troupes récupèrent, se livrent à des opérations de nettoyage de leurs équipements et suivent des périodes d'instruction, d'entrainement à la marche,... D'autres villages des environs, Givenchy-le-Noble, Tilloy-les-Hermaville, Beaudricourt, Beaufort-Blavincourt, servent également de lieu de cantonnement en juin 1915 pendant cette bataille.

## Politique et administration

### Découpage territorial
La commune se trouve dans l'arrondissement d'Arras du département du Pas-de-Calais.

#### Commune et intercommunalités
La commune est membre de la communauté de communes des Campagnes de l'Artois.

#### Circonscriptions administratives
La commune est rattachée au canton d'Avesnes-le-Comte.

#### Circonscriptions électorales
Pour l'élection des députés, la commune fait partie de la première circonscription du Pas-de-Calais.

### Élections municipales et communautaires

#### Liste des maires
| Période                                  | Période                    | Identité    | Étiquette | Qualité                         |
| ---------------------------------------- | -------------------------- | ----------- | --------- | ------------------------------- |
| Les données manquantes sont à compléter. |                            |             |           |                                 |
| mars 2001                                | 2020                       | Marc Dufour |           | Réélu pour le mandat 2014-2020, |
| 25 mai 2020                              | En cours (au 7 avril 2022) | Yves Lieppe |           | Agriculteur,                    |

## Population et société

### Démographie

#### Évolution démographique
L'évolution du nombre d'habitants est connue à travers les recensements de la population effectués dans la commune depuis 1793. Pour les communes de moins de 10 000 habitants, une enquête de recensement portant sur toute la population est réalisée tous les cinq ans, les populations de référence des années intermédiaires étant quant à elles estimées par interpolation ou extrapolation. Pour la commune, le premier recensement exhaustif entrant dans le cadre du nouveau dispositif a été réalisé en 2005.

En 2022, la commune comptait 362 habitants, en évolution de −3,21 % par rapport à 2016 (Pas-de-Calais : −0,72 %, France hors Mayotte : +2,11 %).
| 1793 | 1800 | 1806 | 1821 | 1831 | 1836 | 1841 | 1846 | 1851 |
| ---- | ---- | ---- | ---- | ---- | ---- | ---- | ---- | ---- |
| 736  | 447  | 728  | 748  | 721  | 696  | 665  | 714  | 736  |

| 1856 | 1861 | 1866 | 1872 | 1876 | 1881 | 1886 | 1891 | 1896 |
| ---- | ---- | ---- | ---- | ---- | ---- | ---- | ---- | ---- |
| 702  | 724  | 683  | 634  | 634  | 606  | 600  | 584  | 592  |

| 1901 | 1906 | 1911 | 1921 | 1926 | 1931 | 1936 | 1946 | 1954 |
| ---- | ---- | ---- | ---- | ---- | ---- | ---- | ---- | ---- |
| 596  | 594  | 586  | 527  | 506  | 503  | 510  | 487  | 446  |

| 1962 | 1968 | 1975 | 1982 | 1990 | 1999 | 2005 | 2006 | 2010 |
| ---- | ---- | ---- | ---- | ---- | ---- | ---- | ---- | ---- |
| 422  | 425  | 363  | 340  | 331  | 292  | 332  | 336  | 350  |

| 2015 | 2020 | 2022 | - | - | - | - | - | - |
| ---- | ---- | ---- | - | - | - | - | - | - |
| 369  | 365  | 362  | - | - | - | - | - | - |

#### Pyramide des âges
En 2018, le taux de personnes d'un âge inférieur à 30 ans s'élève à 39,1 %, soit au-dessus de la moyenne départementale (36,7 %). À l'inverse, le taux de personnes d'âge supérieur à 60 ans est de 20,6 % la même année, alors qu'il est de 24,9 % au niveau départemental.
En 2018, la commune comptait 187 hommes pour 185 femmes, soit un taux de 50,27 % d'hommes, légèrement supérieur au taux départemental (48,50 %).
Les pyramides des âges de la commune et du département s'établissent comme suit.
| Hommes | Classe d’âge | Femmes |
| ------ | ------------ | ------ |
| 0,0    | 90 ou +      | 1,6    |
| 4,9    | 75-89 ans    | 6,6    |
| 14,8   | 60-74 ans    | 13,2   |
| 21,3   | 45-59 ans    | 21,4   |
| 20,2   | 30-44 ans    | 17,6   |
| 17,5   | 15-29 ans    | 15,4   |
| 21,3   | 0-14 ans     | 24,2   |

| Hommes | Classe d’âge | Femmes |
| ------ | ------------ | ------ |
| 0,5    | 90 ou +      | 1,6    |
| 5,6    | 75-89 ans    | 8,9    |
| 16,7   | 60-74 ans    | 18,1   |
| 20,2   | 45-59 ans    | 19,2   |
| 18,9   | 30-44 ans    | 18,1   |
| 18,2   | 15-29 ans    | 16,2   |
| 19,9   | 0-14 ans     | 17,9   |

## Culture locale et patrimoine

### Personnalités liées à la commune

#### Famille de Sus-Saint-Léger
- Louis François Maioul de Sus-Saint-Léger, bénéficie en juillet 1779, par lettres données à Versailles, de la chevalerie héréditaire avec permission de décorer l'écu de ses armes d'une couronne de marquis. Il est un gentilhomme de la province d'Artois. Plusieurs membres de sa famille ont fait une carrière militaire et sont morts au service du roi : son grand-oncle Maioul de Colomby, du frère dudit grand-oncle, et d'un oncle de Louis François, Maioul dit Surgeau. Trois des frères du bénéficiaire ont également servi sous les armes et sont morts au service : Gabriel Joseph Maioul, Eugène Denis Maioul du Fays, Joseph Hippolyte Maioul du Fays. Louis François a commencé à servir en 1775 dans le régiment de Guyenne, ci-devant Mailly, a été nommé capitaine en 1759 au régiment d'infanterie de Guyenne. Il a donné de telles preuves de son zèle qu'il a reçu en 1778 une pension, a obtenu que ses enfants soient admis dans les écoles militaires et a reçu l'assurance d'être associé en 1780 à l'ordre de Saint-Louis[21].
- Alexandre Napoléon « Victor » Deruelle (Rebreuviette 09.03.1807 - Sus-Saint-Léger 12.02.1873), fils de Marc Deruelle maire de Rebreuviette (1775-1855) et de Julie Sacleux (1772-1809). Notaire, maire de Sus-Saint-Léger, juge de Paix, conseiller d'arrondissement (1852-1867), conseiller général du Pas-de-Calais (1867-1873), délégué cantonal de l'enseignement.(Sources : Annuaire du Pas-de-Calais 1874, pp. 376–379 & divers)

#### Autres personnalités
- Léger d'Autun aurait été assassiné dans la forêt de Lucheux, sur ordre d'Ébroïn, le 2 octobre 678 ou 679.

### Héraldique
|  | Les armes de la commune se blasonnent ainsi : de gueules fretté de six pièces d'hermine. |

## Pour approfondir